# Arapiles
Arapiles är en ort och kommun i provinsen Salamanca i den autonoma regionen Kastilien och León i västra Spanien. Orten ligger cirka 8 kilometer söder om Salamanca. Kommunen har 739 invånare (2024), på en yta av 25,25 km². Arapiles ligger 838 meter över havet.
År 1812 utspelade det sig ett slag i närheten som kallas slaget vid Salamanca (Batalla de los Arapiles) i spanska självständighetskriget.